# Renart Wafitsch Suleimanow
Renart Wafitsch Suleimanow (russisch Ренарт Вафич Сулейманов; * 27. Juli 1937 in Ufa, Russische SFSR) ist ein ehemaliger sowjetischer Sportschütze.

## Erfolge
Renart Suleimanow nahm an den Olympischen Spielen 1968 in Mexiko-Stadt im Wettbewerb mit der Schnellfeuerpistole teil. Er erzielte wie Marcel Roșca und Christian Düring 591 Punkte, sodass es zum Stechen um die Silbermedaille hinter Józef Zapędzki kam. In diesem gelangen Roșca 147 Punkte, während Suleimanow und Düring 146 Punkte erzielten. Im Duell um Bronze setzte sich Suleimanow schließlich in einer weiteren Runde mit 148 zu 147 gegen Düring durch. Mit der Mannschaft wurde Suleimanow 1962 in Kairo und 1966 in Wiesbaden Weltmeister. Zudem sicherte er sich 1966 im Einzel Bronzemedaillen mit der Schnellfeuerpistole und der Großkaliberpistole sowie die Silbermedaille im Mannschaftswettbewerb mit der Großkaliberpistole. 1970 gewann er in Phoenix mit der Standardpistole den Titel im Einzel und Silber mit der Mannschaft.
Suleimanow war als Assistenzprofessor für Mathematik an der Baschkirischen Staatlichen Universität tätig.